# Ranoidea moorei
Ranoidea moorei is een kikker uit de familie Pelodryadidae. De soort werd voor het eerst wetenschappelijk beschreven door Stephen J. Copland in 1957. Oorspronkelijk werd de wetenschappelijke naam Hyla moorei gebruikt. De soort werd lange tijd tot de familie boomkikkers (Hylidae) en het geslacht Litoria gerekend. In de literatuur wordt daarom vaak de verouderde situatie vermeld.

## Uiterlijke kenmerken
Veel soorten boomkikkers hebben een gladde huid maar deze soort heeft juist een zeer wrattig uiterlijk. De variatie in kleuren is enorm, daarnaast kan de kikker zijn kleuren sterk veranderen. Zowel bruine exemplaren met groene vlekken komen voor, evenals zeer lichtbruine met groene vlekken. Wel hebben alle dieren een smalle streep op de rug waar de vlekken ontbreken. De wratten op de rug vormen rijen en doen denken aan de huidplooien van echte kikkers, maar is te onderscheiden door de kleine hechtschijfjes aan de tenen. Met een lengte tot ongeveer 8 centimeter is het een vrij grote soort.
De kikkervisjes worden ongeveer 8 centimeter lang en zijn bruin van kleur met een zilverachtige onderzijde. Ze leven in groepjes en schuilen onder waterplanten.

## Algemeen
Ranoidea moorei komt voor in Australië, in de uiterst westelijke kuststrook rond de plaats Perth. De habitat bestaat uit grotere, permanente wateren met veel vegetatie waar de kikker tussen kan schuilen bij gevaar. Bij zonnig weer warmen de kikkers zich op in de zon, meestal verticaal tegen een blad of stengel klevend. De kikker klimt weleens maar is in tegenstelling tot veel andere boomkikkers voornamelijk bodembewonend en schuilt liefst onder stukken hout of mos en is vaak in het water op de bodem of te vinden. Hier jaagt de kikker op kleine ongewervelden, maar ook andere kikkers zoals kleinere soortgenoten zijn niet veilig.

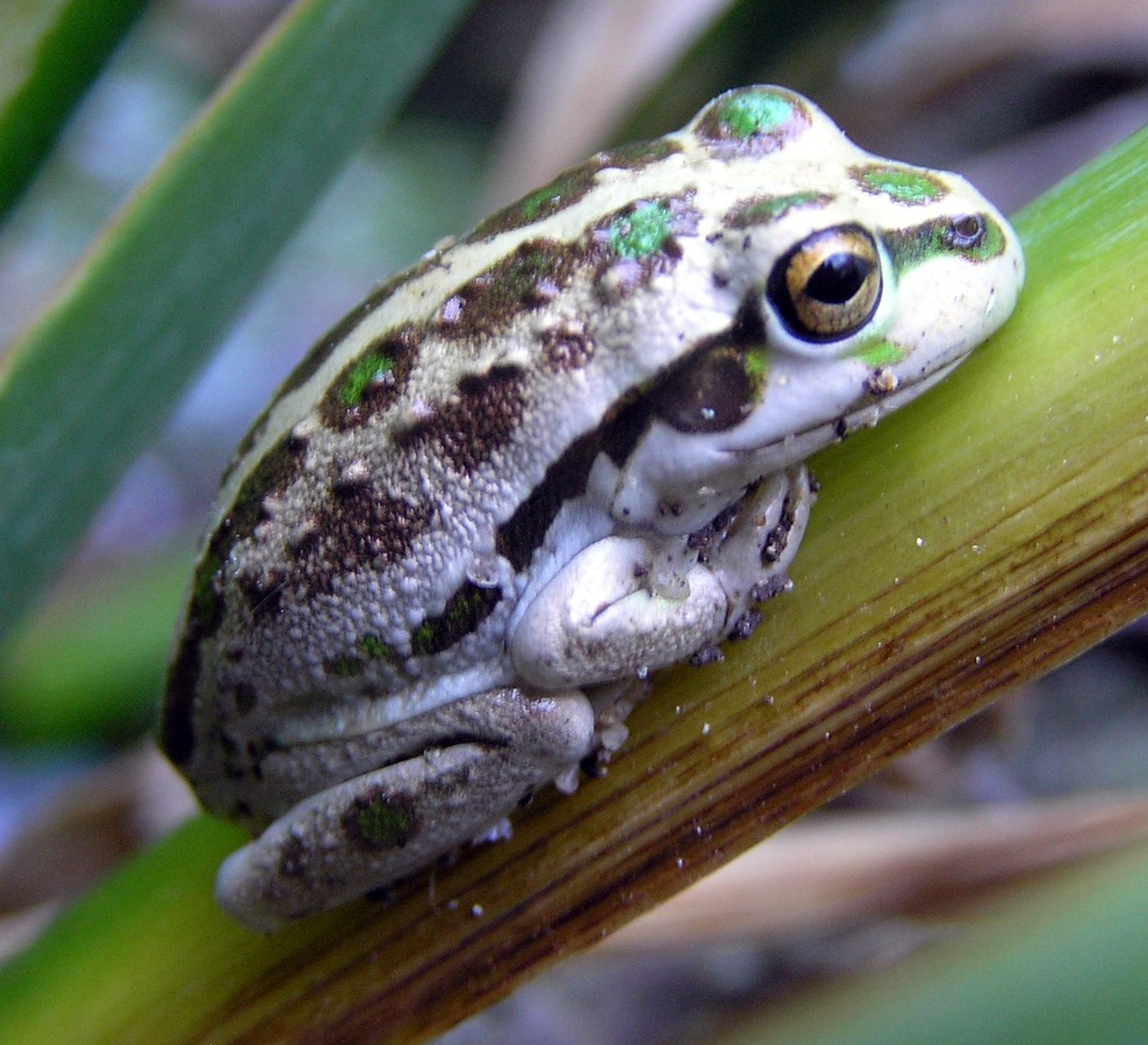
Een juveniel

Het broedseizoen loopt van de vroege lente tot de late zomer, de mannetjes klimmen dan op de vrouwtjes wat amplexus wordt genoemd. De eitjes worden in groepen afgezet in het water, en meestal aan drijvende planten bevestigd. De Australiërs noemen deze soort de motorfiets-boomkikker omdat het gekwaak veel weg heeft van een accelererende motorfiets.